# Nona Gaprindașvili
Nona Gaprindașvili (în georgiană ნონა გაფრინდაშვილი; n. 3 mai 1941, Zugdidi, Megrelia-Svanesia Superioară⁠(d), Georgia) este o jucătoare de șah sovietică și georgiană și prima femeie care, în 1978, a primit titlul de Mare Maestru FIDE. A fost a cincea campioană mondială de șah feminin (1962–1978).

## Carieră

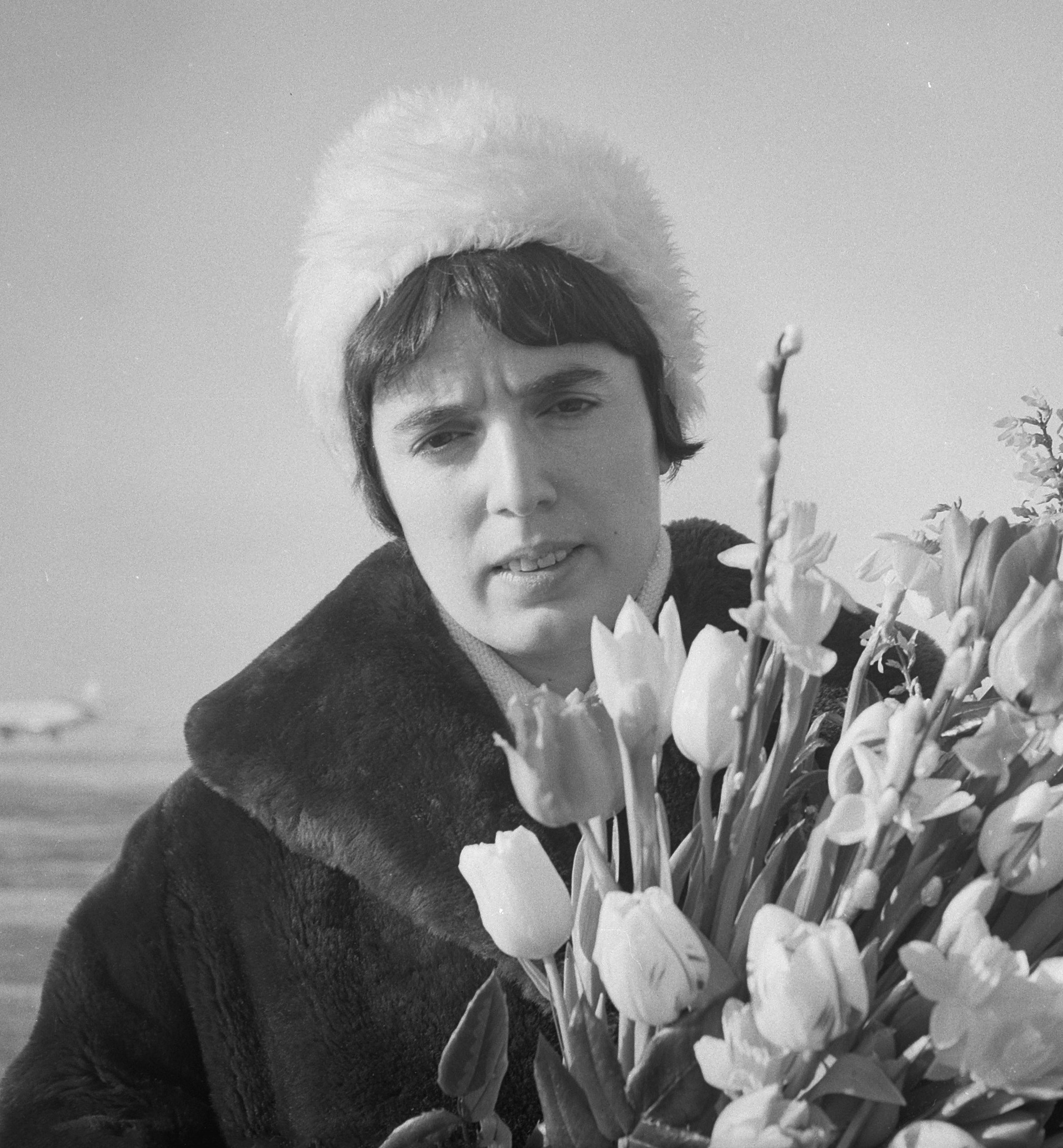
Gaprindașvili în 1963

În 1961, la vârsta de 20 de ani, Gaprindașvili a câștigat al patrulea turneu feminin al candidaților, calificându-se pentru un meci pentru titlu împotriva campioanei mondiale Elisaveta Bykova. Ea a câștigat meciul cu ușurință, cu un scor final de 9-2 (+7−0=4), și a continuat să-și apere titlul cu succes de patru ori: de trei ori împotriva lui Alla Kushnir (1965: 10–6; 1969: 12–). 7; 1972: 12–11) și o dată împotriva colegei georgiene Nana Alexandria (1975: 9–4). În cele din urmă a pierdut în 1978 în fața unei alte georgiene, Maia Ciburdanidze⁠(d), în vârstă de 17 ani, cu un scor de 6½–8½ (+2−4=9).
Gaprindașvili a jucat pentru Uniunea Sovietică la olimpiadele feminine de șah din 1963, 1966, 1969, 1972, 1974, 1978, 1980, 1982, 1984, 1986, 1990 și pentru Georgia în 1992. Ea a fost una dintre jucătoarele care au contribuit la dominația echipei URSS în olimpiadele feminine din anii 1980. Ea a câștigat 25 de medalii, dintre care unsprezece medalii de aur pe echipe și nouă medalii de aur individuale. La Olimpiada din Dubai 1986 a câștigat toate cele zece jocuri pe care le-a jucat.
Ea a câștigat de cinci ori campionatul sovietic feminin de șah: în 1964, 1973, 1981, 1983 și 1985.
În timpul carierei sale, Gaprindașvili a concurat cu succes la turneele masculine, câștigând printre altele și turneul Hastings Challengers în 1963/1964. Ea a ocupat locul doi la Sandomierz în 1976, a făcut egal pe primul loc la Lone Pine în 1977 și a egalat pe locul doi la Dortmund în 1978. Prin performanța ei la Lone Pine a devenit prima femeie care a îndeplinit o normă pentru titlul de Mare Maestru Internațional. Deși nu a îndeplinit toate cerințele standard, a devenit prima femeie căreia i s-a conferit titlul de Mare Maestru Internațional de la FIDE în 1978.
În 1995, Gaprindașvili a câștigat pentru prima dată Campionatul Mondial de șah feminin pentru seniori. Ea este singura femeie campioană mondială de șah care a obținut și titlul mondial la seniori. A câștigat titlul pentru seniori și în 2009, 2014, 2015, 2016, 2018 și 2019 (în divizia 65+ din 2014). De asemenea, a câștigat Campionatul European de șah feminin pentru seniori în 2011, 2015, 2016, 2017 și 2018 (în divizia 65+ din 2014).
În 2005, la vârsta de 64 de ani, Gaprindașvili a câștigat Turneul de șah BDO organizat la Haarlem, Țările de Jos, cu un scor de 6½/10 puncte și un rating de performanță de 2510.
În 2021, Gaprindașvili a apărut în documentarul Glory to the Queen, alături de Nana Alexandria, Maia Ciburdanidze și Nana Ioseliani. În 2022, în cadrul ediției a 44-a a Olimpiadei de șah de la Chennai, Gaprindașvili a primit din partea Federației Internaționale de Șah premiul "Outstanding Game Changer".

## Recunoaștere
În 2015, Gaprindașvili a primit Ordinul de Excelență din partea președintelui Georgiei, Ghiorghi Margvelașvili, pentru „contribuția sa remarcabilă la țară și națiune” și pentru „reprezentarea Georgiei la nivel internațional”.
Palatul de șah din Tbilisi îi este dedicat lui Gaprindașvili. Cu ocazia celei de-a 75-a aniversare a lui Gaptindașvili, pe 3 mai 2016, i-a fost dedicată o stea lângă Palatul de șah.
Tot în 2016, președintele FIDE Kirsan Ilyumzhinov i-a oferit o reprezentare a zeiței șahului Caïssa, în formă de regină, realizată de Casa de bijuterii Lobortas Classic.
„Nona” este un parfum care îi poartă numele. Sticla are forma unei regine ca piesă de șah.
Gaprindașvili a fost menționată pe scurt în serialul Netflix The Queen's Gambit, în care se spunea greșit că este rusoaică și că nu a jucat niciodată șah competitiv împotriva bărbaților. Gaprindașvili a caracterizat această abatere de la realitate drept „dezonorantă...o dezinformare”.  Pe 16 septembrie 2021 ea a intentat un proces împotriva Netflix pentru 5 milioane de dolari pentru falsă prezentare a vieții private și defăimare.